# Pieni-Haaranen
Pieni-Haaranen och Iso-Haaranen är sjöar i Finland. De ligger i kommunen Saarijärvi i landskapet Mellersta Finland, i den centrala delen av landet, 270 km norr om huvudstaden Helsingfors. Pieni-Haaranen ligger 146 meter över havet. Den är 6,2 meter djup. Arean är 20,4 hektar och strandlinjen är 3,9 kilometer lång. Sjön  ingår i Kymmene älvs huvudavrinningsområde.   I omgivningarna runt Pieni-Haaranen växer i huvudsak blandskog.